# (22885) Sakaemura
(22885) Sakaemura est un astéroïde de la ceinture principale.

## Description
(22885) Sakaemura est un astéroïde de la ceinture principale. Il fut découvert le 8 septembre 1999 à la station Anderson Mesa par le programme LONEOS. Il présente une orbite caractérisée par un demi-grand axe de 2,27 UA, une excentricité de 0,06 et une inclinaison de 6,9° par rapport à l'écliptique.

## Compléments